# Lignol, Morbihan

Lignol este o comună în departamentul Morbihan, Franța. În 1 ianuarie 2022 avea o populație de 855 de locuitori.